# Неоколонијализам
Неоколонијализам или нео-империјализам је пракса коришћења капитализма, глобализације и културалног империјализма како би се остварио утицај над земљама у развоју уместо претходних колонијалних метода директне војне контроле (империјализма) или индиректне политичке контроле (хегемоније). Овим изразом критичари данашњих развијених земаља означавају њихову патерналистичку или угњетавачку политику према неразвијеним земљама, најчешће земљама Трећег света. У ужем смислу се под тиме такође означава настојање европских држава, односно некадашњих колонијалних сила да пошто-пото очувају своје преостале прекоморске поседе. У најчешћем смислу израз неоколонијализам означава настојање бивших колонијалних, односно других великих сила да бивше колоније или зависне државе, користећи разне методе, најчешће економске, политичке, културалне и друге врсте притисака, ставе под свој сферу утицаја и упркос њиховој формалној независности, одрже у подређеном положају. Израз неоколонијализам, који је први користио гански вођа Кваме Нкрума, се осим за бивше колонијалне силе често користи и за опис политике САД према Латинској Америци.

### Академска литература
- Studying African development history: Study guides, Lauri Siitonen, Päivi Hasu, Wolfgang Zeller. Helsinki University, 2007.